# Tallareta sarda
La tallareta sarda o busqueret (Balears i l'Alguer) (Curruca sarda; syn: sylvia sarda) és un moixó de la família dels sílvids (Sylviidae) que habita algunes illes de la Mediterrània. El seu estat de conservació es considera de risc mínim.

## Taxonomia
La tallareta sarda estava classificada en el gènere Sylvia, però el Congrés Ornitològic Internacional, en la seva llista mundial d'ocells (versió 10.2, 2020) la transferí al gènere Curruca. Segons el Handook of the Birds of the World i la quarta versió de la BirdLife International Checklist of the birds of the world (Desembre 2019), aquest tàxon apareix classificat encara dins del gènere Sylvia.
La tallareta balear, era considerada una subespècie de la tallareta sarda, però avui és en general classificada com una espècie diferent.

## Morfologia
- Fan una llargària de vora 13 cm amb una envergadura de 14 – 18 cm.
- És un típic membre del gènere Sylvia, amb cua llarga i cap gran. Color grisa força uniforme per sobre, que es fa més clara a la gola, pit i flacs, i encara més al ventre. Els mascles adults presenten un to blavós al cap.
- Iris i potes roges.

## Hàbitat i distribució
Habiten en zones de garrigues, essent endèmics de les illes de Còrsega i Sardenya. En general són sedentaris, però en hivern es presenten al nord d'Àfrica i de manera més esporàdica a Europa continental. Hi ha dades confirmades d'un albirament al Garraf en 1997.

## Alimentació
Són insectívors, com la majoria de les tallaretes.

## Reproducció
Ponen 3 – 5 ous en un niu fet a un arbust.